# Русанов Микола Кіндратович
Микола Кіндратович Русанов (нар. 15 вересня 1946, тепер Російська Федерація) — український радянський діяч, випробувач двигунів Харківського моторобудівного виробничого об'єднання «Серп і Молот». Депутат Верховної Ради УРСР 11-го скликання.

## Біографія
Освіта середня.
З 1964 року — механізатор колгоспу «Ленинское знамя» Борисівського району Бєлгородської області РРФСР. Служив у Радянській армії.
З 1968 року — випробувач двигунів Харківського моторобудівного виробничого об'єднання «Серп і Молот».
Потім — на пенсії в місті Харкові.

## Нагороди
- ордени
- медалі